# Бурдуково (Городецький район)
Бурдуково (рос. Бурдуково) — присілок в Городецькому районі Нижньогородської області Російської Федерації.
Населення становить 19 осіб. Входить до складу муніципального утворення Зиняковська сільрада.

## Історія
Від 2009 року входить до складу муніципального утворення Зиняковська сільрада.

## Населення
| 2002 | 2010 |
| ---- | ---- |
| 14   | ↗19  |